# Ascorhynchus laterospinum
Ascorhynchus laterospinum là một loài nhện biển trong họ Ascorhynchidae. Loài này thuộc chi Ascorhynchus. Ascorhynchus laterospinum được miêu tả khoa học năm 1942 bởi Hilton.